# Martin Wuttke
Martin Wuttke, né le 8 février 1962 à Gelsenkirchen en Rhénanie-du-Nord-Westphalie (Allemagne), est un comédien et metteur en scène allemand.

## Biographie
Au théâtre, Martin Wuttke est notamment connu pour son interprétation d'Arturo Ui (La Résistible Ascension d'Arturo Ui de Bertolt Brecht). Il acquiert une visibilité internationale avec sa participation au film de Quentin Tarantino Inglourious Basterds, dans lequel il tient le rôle de Adolf Hitler. 
Il est élu membre de l'Académie des arts de Berlin en 1996.
Martin Wuttke vit avec l'actrice Margarita Broich et leurs deux fils à Berlin.

## Filmographie sélective

### Cinéma
- 2000 : L'Insaisissable (Die Unberührbare) : le vendeur du restoroute
- 2000 : Les Trois Vies de Rita Vogt (Die Stille nach dem Schuß) de Volker Schlöndorff
- 2003 : Rosenstrasse de Margarethe von Trotta : Joseph Goebbels
- 2006 : Call Me Agostino de Christine Laurent : Agostino
- 2009 : Inglourious Basterds de Quentin Tarantino
- 2011 : Hanna de Joe Wright : Knepfler (Herr Grimm)
- 2012 : Cloud Atlas des Wachowski et de Tom Tykwer : Mr. Boerhaave/Garde/Leary
- 2013 : Un homme très recherché (A Most Wanted Man) d'Anton Corbijn
- 2014 : Fieber d'Elfi Mikesch
- 2016 : The Duelist (Дуэлянт) : baron Nemetskiy

### Télévision
- 1998–2015 : Série Tatort (21 épisodes) : Andreas Keppler
- 2016-... : Sense8 : Volker Bohm